# Amethysttaube
Die Amethysttaube (Phapitreron amethystinus, manchmal auch Phapitreron amethystina) ist eine Art der Taubenvögel. Sie kommt in vier Unterarten ausschließlich auf den Philippinen vor.

## Erscheinungsbild
Die Amethysttaube erreicht eine Körperlänge von 27 Zentimetern. Sie ist damit etwas größer als die ebenfalls zu den Braunen Fruchttauben zählende Philippinen-Schwarzstrichtaube und verglichen mit dieser etwas kompakter gebaut. Auffallend ist der kräftige Schnabel. Sie hat ein überwiegend dunkelbraunes Gefieder und eine schiefergraue Kopfkappe. Der Nacken und der obere Mantel glänzen metallisch blauviolett. Auffallend ist die Gesichtsfärbung. Von der Schnabelbasis verläuft unter dem Auge ein schwarzer Farbstreif, darunter ein weißer schmaler Farbstreif. Die Gefiederfärbung der Körperunterseite variiert je nach Unterart. Bei den meisten Unterarten ist die Körperunterseite dunkel graubraun mit einer helleren Kehle. Die Brustfedern sind häufig hell gesäumt, so dass sie hier geschuppt wirkt. Die Unterschwanzdecken sind ockerfarben.

## Verbreitung und Verhalten
Das Verbreitungsgebiet der Amethysttauben sind mehrere Inseln der Philippinen. Sie kommt unter anderem auf Alabat, Biliran, Bohol, Catanduanes, Cebu, Dinagat, Leyte, Luzon, Marinduque, Mindanao, Negros, Panaon, Panay, Polillo und Samar vor. Sie ist in ihrem Verbreitungsgebiet nirgendwo häufig. 
Die Amethysttaube ist eine an Wald gebundene Art. Dieses Verhalten ist bei ihr stärker ausgeprägt als bei der Philippinen-Schwarzstrichtaube. Sie kommt sowohl in Primär- als auch Sekundärwäldern vor. Ihre Höhenverbreitung reicht vom Tiefland bis in Gebirgshöhen von 2.500 Meter NN. Sie ist primär eine Art der Bergwälder und kommt wohl nur gelegentlich in die Tiefebene. Über die Brutbiologie dieser Art ist nur wenig bekannt. Offensichtlich brütende Amethysttauben sind im Zeitraum Februar bis Juni beobachtet worden; gerade flügge gewordene Jungvögel wurden im April beobachtet.

## Belege

### Weblink
- Phapitreron amethystinus in der Roten Liste gefährdeter Arten der IUCN 2013.2. Eingestellt von: BirdLife International, 2012. Abgerufen am 6. Februar  2014.